# Área de Conservação da Paisagem do Vale do Rio Piusa
A Área de Conservação da Paisagem do Vale do Rio Piusa é um parque natural localizado no condado de Võru, na Estónia.
A área do parque natural é de 1212 hectares.
A área protegida foi fundada em 1962 para proteger o vale do rio Piusa.